# Tapachula de Córdova y Ordóñez
Tapachula de Córdova y Ordóñez, también conocida simplemente como Tapachula (en mam: Tapaxlan) es un pueblo de la frontera sur, cabecera del Municipio de Tapachula, ubicada en la Región del Soconusco en el estado de Chiapas, situada entre la vertiente sur de la Sierra Madre de Chiapas y la estrecha llanura de la costa del sur del estado. Es la cabecera y ciudad más importante de la Región del Soconusco y la segunda más poblada e importante de Chiapas, solo después de Tuxtla Gutiérrez, capital del estado.
Fue capital provisional del estado de Chiapas en el año 1924, declarada mediante Decreto de 10 de enero de ese año por el Gobernador Tiburcio Fernández Ruiz, pero rápidamente se devolvió este título a Tuxtla Gutiérrez.
Su economía se sostiene en la ganadería, agricultura, comunicaciones, comercio y finanzas públicas.

## Toponimia
La palabra proviene del náhuatl Tapachollan, que significa 'Tierra anegadiza" o "Lugar Inundable". Por las constantes lluvias y presencia de ríos que en temporada de lluvias se desbordan. La palabra se castellanizó a Tapachula. En 1997, se nombró oficialmente Tapachula de Córdova y Ordóñez únicamente a la cabecera municipal (anteriormente llamada ciudad de Tapachula) en honor a Fray Matías de Córdova y Ordóñez, pero el municipio se sigue llamando simplemente Tapachula.

## Historia
Fue fundado como pueblo tributario de los aztecas en 1486 por el mariscal Tiltototl, enviado a esas tierras por el nuevo tlatoani mexica Ahuízotl. Tapachula era por ese entonces un enclave mixeano rodeado de enclaves mayas, donde se hablaba una lengua propia, el tapachulteco.
El 23 de mayo de 1794, se convirtió en cabecera del Soconusco, en sustitución de Escuintla; el 29 de octubre de 1813, las cortes de Cádiz expiden el decreto que la eleva a la categoría de villa; el 23 de octubre de 1821, el alcalde Bartolomé de Aparicio, proclama la independencia de la villa de Tapachula, tanto de la corona española como de la Capitanía General de Guatemala y promueve su incorporación al imperio mexicano; el 11 de septiembre de 1842, el general Antonio López de Santa Anna, presidente provisional de la República Mexicana, promulga el decreto que la eleva al rango de ciudad.
El 10 de enero de 1924, el general Tiburcio Fernández Ruiz, Gobernador Constitucional del Estado, promulga el decreto que declara a la ciudad de Tapachula como capital provisional de Chiapas.
El 12 de septiembre de 1984 se hizo el escudo del municipio Tapachula,
Principales hechos históricos
- En 1486 se funda Tapachollan como pueblo tributario de los aztecas.
- En 1794 se designa a Tapachula como capital provincial en sustitución de Escuintla devastada por los efectos de un huracán.
- En 1813 por decreto de las Cortes de Cádiz, Tapachula adquiere la categoría política de Villa.
- En 1821 el alcalde Bartolomé Aparicio proclama la Independencia de la Villa de Tapachula.
- En 1824 se convierte en capital de la región y declara la separación del partido del Soconusco de la provincia de Chiapas y por lo tanto de México y se une a la federación "Provincias Unidas de Centroamérica".
- En 1842 Tapachula es ratificada como capital de la provincia de Soconusco y elevada al rango de ciudad.
- En 1876 Inicia el servicio telegráfico entre Tuxtla Chico-Tapachula-San Benito.
- En 1888 se inauguró la línea telegráfica entre Tapachula y el resto de la República.
- En 1888 se instaló la primera línea telefónica que entrelazaban Tapachula, Tuxtla Chico, Cacahoatán, Finca Guatimoc para control fronterizo.
- En 1908 inicia operación el Ferrocarril Panamericano.
- En 1911-1912 entra en función la línea de tranvías desde la salida a Chicharras (Gasolinera Macal)-Estación del Ferrocarril-Parque Central Miguel Hidalgo.
- En 1915 desaparecen las jefaturas políticas y se crean 59 municipios libres, estando este dentro de esta primera remunicipalización con las agencias de Mazatán, Mariscal y Frontera Díaz.
- En 1916 se instala en Tapachula la primera estación de radiotelegrafía para enlazar a la estación de San Salvador, El Salvador, obsequiada al país hermano por Venustiano Carranza.
- En 1919 se funda la Escuela Preparatoria del Soconusco (Hoy Centenaria Preparatoria Tapachula-Prepa 1).
- En 1924, Tapachula es declarada como capital provisional de Chiapas por el entonces Gobernador Tiburcio Fernández Ruiz, simpatizante de la Revolución Mapachista y del Presidente Adolfo de la Huerta.
- En 1930 se abre la ruta aérea internacional México-Tapachula-Managua-Panamá.
- En 1933 se Funda la Muy Respetable Gran Logia Regular y confederada del Estado de Chiapas (5 de febrero de 1933), que hasta la fecha se encuentra activa.
- En 1940-1942 Inicia operaciones la empresa "Telefónica del Soconusco S.A." brindando servicio telefónico dentro de la ciudad.
- En 1941 se construye el antiguo aeropuerto y entran en operaciones Mexicana de Aviación y Aeroméxico con vuelos domésticos.
- En 1942 inicia transmisiones la primera estación de radio en Chiapas con el distintivo XETS en la frecuencia de los 630 kHz de Amplitud Modulada con el nombre de Radio Tapachula (Hoy Ke Buena Tapachula. 94.7 XHETS-FM).
- En 1942 un terremoto M7.9 con epicentro a 93 km al este de Ciudad Hidalgo, derribo la torre central de la Iglesia de San Agustín.
- En 1978 inicia transmisiones la primera estación de Frecuencia Modulada de Chiapas en el 97.9 MHz y distintivo XHMX con el nombre de Estéreo Fiel 98 (actualmente Máxima FM).
- En 1983 para efectos del Sistema de Planeación se le designa cabecera de la región VIII Soconusco.
- En 1984 se forma el escudo del municipio.
- En 1985 con motivo del 175 Aniversario de la Independencia y 75 de la Revolución Mexicana, durante el recorrido nacional, se reciben en la cabecera municipal los símbolos patrios.
- En 1997 por decreto del H. Congreso del Estado, se le agregó los apellidos de Fray Matías de Córdova y Ordóñez a la ciudad de Tapachula, quedando como "Tapachula de Córdova y Ordóñez" y el municipio como Tapachula.
- En 2017, el 7 de septiembre, un terremoto con una magnitud de 8.2. El epicentro fue a 161 km al noreste de Tapachula, frente a las costas de Pijijiapán, azota la ciudad causando daños menores.

### Personajes ilustres
- Fray Matías de Córdova y Ordoñez, líder e ideólogo. Padre de la independencia chiapaneca.
- Carlos Olmos, Dramaturgo de gran relevancia en el teatro mexicano.
- Amparo Montes, cantante.
- Esperanza Issa, actriz.
- Silvestre Paradox, literato, periodista y escritor.
- Sebastián Escobar, héroe de Batalla y gobernador del Estado en 1877-1879.
- Arqueles Vela, novelista y escritor.
- Bibi Gaytán, actriz.
- Martín Eduardo Zúñiga, futbolista.

## Geografía

### Localización
La ciudad de Tapachula de Córdoba y Ordóñez está situada en el centro-este del municipio de Tapachula, las coordenadas del centro de la ciudad son: 14°54′36″N 92°15′53″O / 14.91000, -92.26472, a una altura de alrededor de 180 metros sobre el nivel del mar.
Los límites de la ciudad son: al norte con la localidad de Manga de Clavo; al este con el río Cachoacán, y el municipio de Tuxtla Chico; al sur con las localidades de Vida Mejor 1, y Terra Nova; y al oeste con el río Coatán, y las localidades de Framboyanes y Loma Linda.

### Clima
La temperatura media anual según el área municipal oscila entre 24 a 35 °C. El clima es cálido todo el año. El período más cálido del año es el mes de abril. Las precipitaciones pluviales oscilan según el área municipal desde más de 2300 hasta más de 3900 mm anuales. El clima es cálido todo el año y el período más cálido es desde inicios de marzo hasta inicios de mayo. Los meses más lluviosos son junio y septiembre. Sin embargo, en septiembre y octubre hay lluvias copiosas y prolongadas debido a la temporada de huracanes, que provoca problemas de inundaciones en gran parte la ciudad y del municipio.
| Parámetros climáticos promedio de Tapachula de Córdoba y Ordóñez, Chiapas | Parámetros climáticos promedio de Tapachula de Córdoba y Ordóñez, Chiapas | Parámetros climáticos promedio de Tapachula de Córdoba y Ordóñez, Chiapas | Parámetros climáticos promedio de Tapachula de Córdoba y Ordóñez, Chiapas | Parámetros climáticos promedio de Tapachula de Córdoba y Ordóñez, Chiapas | Parámetros climáticos promedio de Tapachula de Córdoba y Ordóñez, Chiapas | Parámetros climáticos promedio de Tapachula de Córdoba y Ordóñez, Chiapas | Parámetros climáticos promedio de Tapachula de Córdoba y Ordóñez, Chiapas | Parámetros climáticos promedio de Tapachula de Córdoba y Ordóñez, Chiapas | Parámetros climáticos promedio de Tapachula de Córdoba y Ordóñez, Chiapas | Parámetros climáticos promedio de Tapachula de Córdoba y Ordóñez, Chiapas | Parámetros climáticos promedio de Tapachula de Córdoba y Ordóñez, Chiapas | Parámetros climáticos promedio de Tapachula de Córdoba y Ordóñez, Chiapas | Parámetros climáticos promedio de Tapachula de Córdoba y Ordóñez, Chiapas |
| Mes                                                                       | Ene.                                                                      | Feb.                                                                      | Mar.                                                                      | Abr.                                                                      | May.                                                                      | Jun.                                                                      | Jul.                                                                      | Ago.                                                                      | Sep.                                                                      | Oct.                                                                      | Nov.                                                                      | Dic.                                                                      | Anual                                                                     |
| ------------------------------------------------------------------------- | ------------------------------------------------------------------------- | ------------------------------------------------------------------------- | ------------------------------------------------------------------------- | ------------------------------------------------------------------------- | ------------------------------------------------------------------------- | ------------------------------------------------------------------------- | ------------------------------------------------------------------------- | ------------------------------------------------------------------------- | ------------------------------------------------------------------------- | ------------------------------------------------------------------------- | ------------------------------------------------------------------------- | ------------------------------------------------------------------------- | ------------------------------------------------------------------------- |
| Temp. máx. abs. (°C)                                                      | 39.0                                                                      | 38.1                                                                      | 39.0                                                                      | 39.0                                                                      | 39.6                                                                      | 38.7                                                                      | 39.3                                                                      | 39.2                                                                      | 39.0                                                                      | 38.1                                                                      | 37.3                                                                      | 37.0                                                                      | 39.6                                                                      |
| Temp. máx. media (°C)                                                     | 33.6                                                                      | 34.4                                                                      | 35.3                                                                      | 35.4                                                                      | 34.1                                                                      | 32.8                                                                      | 33.2                                                                      | 33.1                                                                      | 32.3                                                                      | 32.5                                                                      | 33.0                                                                      | 33.1                                                                      | 33.6                                                                      |
| Temp. media (°C)                                                          | 25.8                                                                      | 26.5                                                                      | 27.5                                                                      | 28.2                                                                      | 27.6                                                                      | 26.7                                                                      | 26.8                                                                      | 26.7                                                                      | 26.3                                                                      | 26.4                                                                      | 26.3                                                                      | 25.6                                                                      | 26.7                                                                      |
| Temp. mín. media (°C)                                                     | 18.1                                                                      | 18.7                                                                      | 19.8                                                                      | 21.1                                                                      | 21.2                                                                      | 20.7                                                                      | 20.3                                                                      | 20.3                                                                      | 20.3                                                                      | 20.2                                                                      | 19.6                                                                      | 18.3                                                                      | 19.9                                                                      |
| Temp. mín. abs. (°C)                                                      | 0.0                                                                       | 9.4                                                                       | 10.6                                                                      | 2.5                                                                       | 15.0                                                                      | 15.5                                                                      | 10.1                                                                      | 2.2                                                                       | 14.5                                                                      | 2.2                                                                       | 9.0                                                                       | 11.5                                                                      | 0.0                                                                       |
| Precipitación total (mm)                                                  | 6.9                                                                       | 6.1                                                                       | 21.9                                                                      | 79.8                                                                      | 248.3                                                                     | 368.6                                                                     | 312.8                                                                     | 329.7                                                                     | 434.5                                                                     | 294.3                                                                     | 69.6                                                                      | 9.6                                                                       | 2182.1                                                                    |
| Días de precipitaciones (≥ 1 mm)                                          | 0.8                                                                       | 0.9                                                                       | 2.0                                                                       | 7.2                                                                       | 17.4                                                                      | 22.3                                                                      | 20.9                                                                      | 22.3                                                                      | 23.8                                                                      | 19.5                                                                      | 6.5                                                                       | 1.8                                                                       | 145.4                                                                     |
| Fuente: Servicio Meteorológico Nacional 31 de agosto de 2022              |                                                                           |                                                                           |                                                                           |                                                                           |                                                                           |                                                                           |                                                                           |                                                                           |                                                                           |                                                                           |                                                                           |                                                                           |                                                                           |

- Temperatura máxima: 39.9 °C (27 de marzo de 2016)
- Temperatura mínima: 0.0 °C (7 de enero de 2004)

Fuente: Servicio Meteorológico Nacional (SMN)

## Demografía

### Población
De acuerdo con el Censo de Población y Vivienda realizado en 2020 por el Instituto Nacional de Estadística y Geografía (INEGI), la ciudad de Tapachula de Córdoba y Ordóñez tenía un total de 217 550 habitantes, siendo 113 613 mujeres y 103 937 hombres.

### Viviendas
En el censo de 2020 había un total de 78 039 de viviendas, de las cuales 77 994 eran particulares, mientras que de las viviendas particulares, 62 310 estaban habitadas, y de las viviendas particulares habitadas, 61 134 disponían de energía eléctrica, 60 988 disponían de escusado y/o sanitario, 61 137 disponían de drenaje.

### Etnografía
Además de mestizos descendientes de indígenas y españoles, buena parte de la población de Tapachula es mestiza de origen no hispana, forjada en más de una centuria por las migraciones de extranjeros a la región, atraídos por las historias de la riqueza natural de la tierra y el negocio del café. De tal forma que la población Tapachulteca es un bello crisol de razas conformado hoy en día por los descendientes de migrantes alemanes, chinos, japoneses, libaneses, franceses, italianos, sirios, iraquíes, estadounidenses, ingleses, holandeses, judíos, africanos e incluso de Oceanía, junto con indígenas, descendientes de españoles y mestizos.
Solamente el 1.58% de la población municipal es amerindia, de los cuales 0.53% son monolingües; la etnia predominante es la de los mam.
Los descendientes de emigrantes alemanes, chinos, japoneses, italianos, franceses, libaneses y otros, todavía viven a lo largo de los españoles, mestizos e indios de la región.
La migración alemana se produjo con el auge del café y creó las aldeas alemanas y haciendas, donde sus descendientes viven hoy en día, y las fincas como: Hamburgo, Bremen, Germania, Argovia, etc., todavía nos recuerdan a los primeros alemanes de la zona. La migración alemana corresponde hoy en día al principal elemento étnico de la composición social Tapachulteca, todos o casi todos los Tapachultecos tienen en sus árboles genealógicos a un familiar de origen alemán.
Los japoneses y los chinos también dejaron una fuerte influencia en Tapachula, en la cocina y la arquitectura. Los chinos llegaron a la construcción de ferrocarriles y fueron algunos de los primeros inmigrantes asiáticos en América Latina (las primeras grabaciones de los asiáticos en América Latina fueron los que vienen en los galeones españoles de Manila durante el siglo XVI que unía lo que hoy es Acapulco (Guerrero, México) a Manila en Filipinas).
La colonia japonesa Enomoto representa la primera migración de este país a la América Latina, fue enviada como regalo del Imperio japonés a México para conmemorar el centenario del establecimiento de relaciones diplomáticas entre México y Japón en 1887. Su líder, Enomoto Takeaki llegó con el primer grupo de inmigrantes japoneses formado por 35 personas que viajaron a bordo del navío inglés Garlick, desembarcando en el puerto de San Benito en Tapachula y se establecieron en Acacoyagua. En 1998, en conmemoración del bicentenario del establecimiento de relaciones diplomáticas entre México y Japón, el Príncipe Akishino inauguró en Tapachula la Casa de la Cultura Japonesa, en el boulevard que lleva su nombre, coordinada por la Agencia Japonesa de Cooperación Internacional JICA.
Otro componente importante de la sociedad de Tapachula es el árabe. Hoy en día, muchas familias conservan de sus antepasados llegados del Líbano, Siria, Irak, entre otros, las costumbres y el rostro árabe en medio de una peculiar comunidad multirracial. La dominación del imperio otomano por cuatro siglos sobre Líbano (1516-1920), las guerras intestinas de principios del siglo XIX entre los señores feudales y los jenízaros; la guerra de Turquía contra Rusia, 1826-1829; la invasión de Egipto a Líbano,1831-1840; los intereses y la constante presión de Francia, Inglaterra y Estados Unidos por el mercado regional, fueron los principales motivos de la llegada de estas familias del Medio Oriente. De tal forma, en Tapachula hoy conviven los descendientes de las familias Abrajan, Athie, Chamlati, Dadad, Elías, Ezzat, Haddad, Harb, Henaine, Iza, José, Medina, Miguel, Moisés, Peres, Rabban, Raful, Ricardez, Rijan, Saad, Sada, Yunes, por mencionar algunos.

### Religión
Según datos del INEGI del año 2000, 63.22% de la población municipal profesaban el catolicismo, 12.06% el protestantismo y evangelismo, 6.71% de doctrinas bíblicas no evangélicas, 16.88% el ateísmo y 1.13% profesaba otras religiones.
Católica: 150 643, Protestante: 28 733, Bíblica no evangélica: 15 982, Judaica: 7, Otra: 109, Sin religión: 40 224. Fuente: INEGI 2000.
Las doctrinas protestantes y evangélicas más comunes son: La Iglesia de Jesucristo de los Santos de los ültimos Dias, Asamblea Cristiana, Iglesia pentecostes, Iglesia neopentecostal, doctrinas históricas, Iglesia del Dios vivo columna y apoyo de la verdad La Luz del Mundo.

## Economía
El municipio de Tapachula pertenece a la región económica chiapaneca X Soconusco. En el año 2010, la Población Económicamente Activa del municipio fue de 126 879 habitantes, de los cuales el 16.10% realizaba actividades agropecuarias, el 24.5% laboraba en la industria de la transformación y el 65.96% se empleaba en actividades relacionadas con el comercio o la oferta de servicios.
Actividades principales: agricultura, industria ligera y comercio transfronterizo. Principales cultivos: Café, cacao, plátano, caña de azúcar, sorgo y arroz.
Infraestructura económica: puerto marítimo "Chiapas" (antes "Puerto Madero"); Aeropuerto Internacional de Tapachula; Aduana de Ciudad Hidalgo; Ferrocarril del Pacífico, y; Autopista Costera.

### Centros Comerciales
La ciudad de Tapachula cuenta con diversos centros comerciales que en su interior cuentan con tiendas departamentales, boutiques, hipermercados, zapaterías, restaurantes, así como tiendas de tecnología y belleza; cubriendo las necesidades de los habitantes de la ciudad, de turistas que la visitan, así como de la Región del Soconusco y parte de algunos departamentos guatemaltecos como San Marcos o Huehuetenango, qué están próximos a Chiapas, Tapachula. 
De entre los principales centros comerciales, destacan los siguientes:

#### Galerías Tapachula
Es un centro comercial ubicado al sur de la ciudad, rodeado de hoteles, zonas residenciales y otros comercios, construido en una superficie de casi 40,000m2 que albergan, de entre las marcas más relevantes, las siguientes: Walmart, Cinépolis, Coppel, Modatelas, Shasa, Promoda Outlet, Shoes Collection Pakar,  Zapaterías Pakar, Aldo Conti, Pirma, Cueritos, Ferrioni, Candy, Elite Lockers, Sketchers, Hang Ten, Flexi, Quarry, Lee-wrangler, Bissú, Lob, Michelle, All Sport, RadioShack, Telcel, AT&T, Mobo, Miniso, Mitzu, Mini Panda, China Bu, GNC, Nutrisa, Burger King, Subway, Domino's Pizza, Tok's Restaurantes, Ángeles Alta Repostería, Doña Machetes, etc.

#### Plaza Alaïa Tapachula

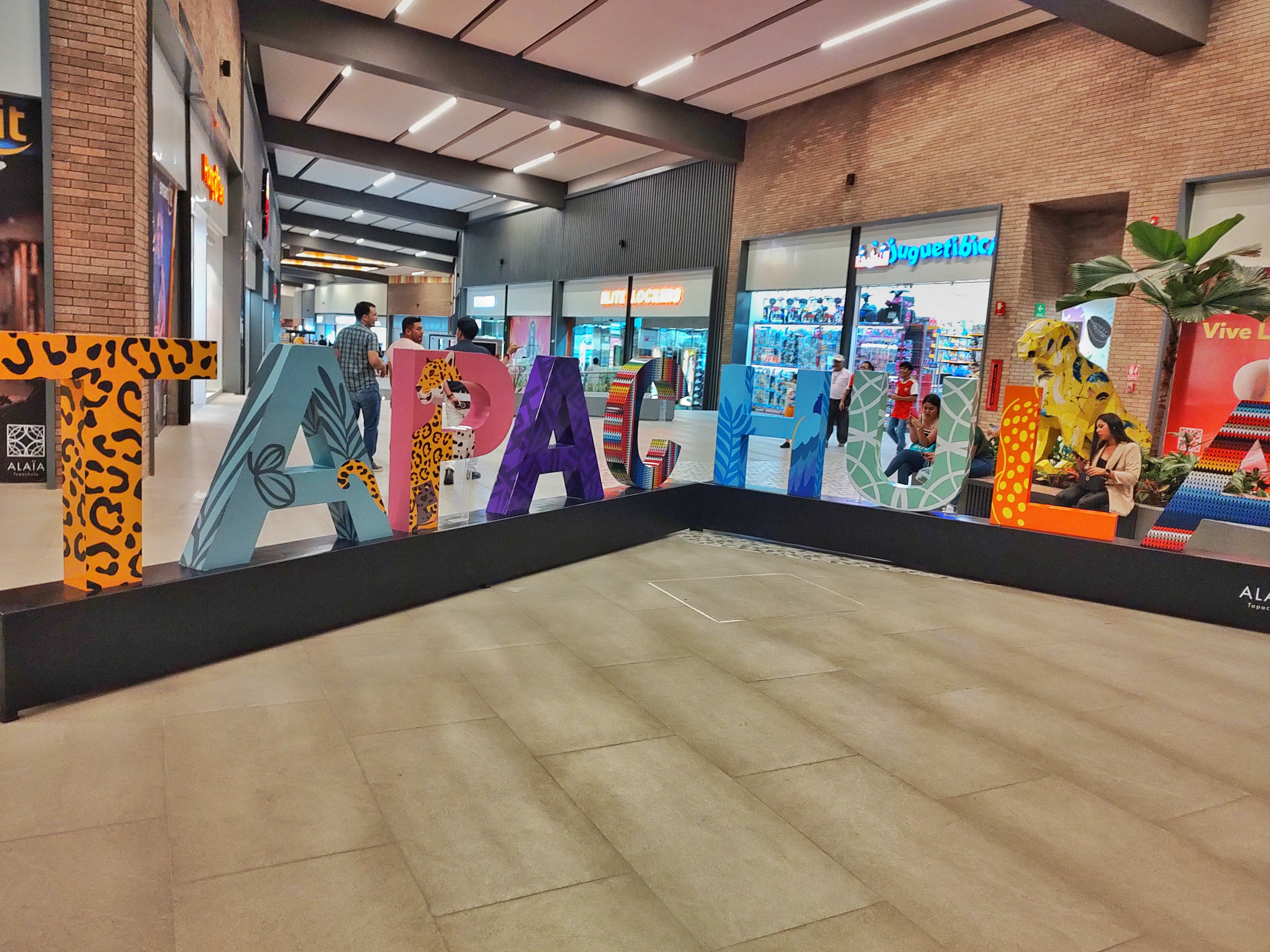
Letras de Tapachula al interior de Plaza Alaia.

Alaia Tapachula es un moderno centro comercial ubicado sobre la zona puntero de la ciudad, ubicada a pocos metros de Plaza Crystal y de la Universidad Autónoma de Chiapas. Cuenta con espacios al aire libre para descanso.
De entre las marcas más relevantes que se ubican en este centro comercial, se encuentran las siguientes: Soriana Híper, City Club, Del Sol, Coppel, iShop, Mobo, Dairy Queen, Starbucks, Cacao Nativa, Ángeles Alta Repostería, Good Tea, Domino's Pizza, Tacos Señor Rodeo, Tacotorro, Michelle, Cuidado con el perro, Candy, Pandora, Bellísima, Joyerías Bizarro, Shasa, Quarry, Elite Lockers, Óptima, Ferrioni, Todomoda, Hang Ten, The Country Sprint, Juguetibici, etc.

#### Plaza Crystal Tapachula
Es un centro comercial inaugurado en 1994, siendo en ese momento el primero de este tipo en la ciudad. De entre las marcas más relevantes que se encuentran en este lugar, destacan las siguientes: Chedraui, Liverpool, Cinépolis, Comex, Telcel, Inova, Joyerías Bizarro, Michelle, Quarry, Lob, Hang Ten, GNC, Domino's Pizza, Burger King, Subway, Tacotorro, Ópticas Devlyn, etc.

## Infraestructura

### Transporte

#### Transporte público urbano
Los medios de transporte público urbano existentes en la Ciudad de Tapachula, son los siguientes:
- Sistema de transporte Colectivo: Conformado por un conjunto de furgonetas que recorren diversas rutas que atraviesan la ciudad. En todo su recorrido tienen un costo de diez pesos. Se pueden consultar las rutas aquí.
- Servicios de Taxis: Existen taxis libres y taxis de sitio. Varían en precio de acuerdo al tráfico y distancia recorrida.

#### Terminal de Autobuses OCC
En esta terminal se puede tomar servicios de autobuses de primera clase pertenecientes al Grupo ADO Mobility.
En este lugar operan las marcas Ómnibus Cristóbal Colón (OCC), ADO, ADO GL, Cristóbal Colón, Cristóbal Colon Diamante y Ticabus.

#### Terminal de Autobuses AEXA
Autobuses Expreso Azul, también conocido como AEXA, es una empresa Chiapaneca que tiene rutas a las ciudades más importantes del estado con autobuses de todas las clases.
En esta terminal operan las líneas AEXA, AEXA Gran Expreso y AEXA Light.

#### Aeropuerto Internacional de Tapachula
El Aeropuerto Internacional de Tapachula se ubica a 18 km al sur del centro de la ciudad. Es el aeropuerto que se encuentra más al sur de México. Se ocupa del tráfico aéreo nacional e internacional del Soconusco.
| Destinos desde el Aeropuerto Internacional de Tapachula | Destinos desde el Aeropuerto Internacional de Tapachula | Destinos desde el Aeropuerto Internacional de Tapachula | Destinos desde el Aeropuerto Internacional de Tapachula |
| Aerolínea                                               | Destinos                                                |                                                         |                                                         |
| ------------------------------------------------------- | ------------------------------------------------------- | ------------------------------------------------------- | ------------------------------------------------------- |
| Aeroméxico                                              | Ciudad de México                                        |                                                         |                                                         |
| Aeroméxico Connect                                      | Ciudad de México                                        |                                                         |                                                         |
| VivaAerobus                                             | Monterrey                                               |                                                         |                                                         |
| Volaris                                                 | Ciudad de México, Guadalajara, Monterrey, Tijuana       |                                                         |                                                         |
| Total: 4 destinos nacionales, 3 aerolíneas nacionales   |                                                         |                                                         |                                                         |

#### Puerto Chiapas
Puerto Chiapas, anteriormente conocido como San Benito y aún denominado Puerto Madero, es una población y puerto ubicado en el estado mexicano de Chiapas, sobre la costa del Océano Pacífico en la zona sur del Soconusco, pertenece al municipio de Tapachula. Ubicado específicamente a 30 km. Aproximadamente de la Ciudad de Tapachula de Córdova y Ordóñez. De acuerdo a sus coordenadas se localiza entre los paralelos 14 °32’ 24’ ’ y 17°59’08 ’ ’ de latitud norte, los meridianos 90°20'32’ ’ y 94°07’13 longitud Oeste Costa Suroeste del Océano Pacífico.
Actualmente es considerado como uno de los 16 principales puertos de altura de México, ya que empieza a tener una actividad económica de exportación.
Además de eso Puerto Chiapas ofrece a quienes buscan un contacto cercano a un mundo místico, exótico y natural, la puerta a un lugar mágico con fascinantes recorridos de la zona, disfrutando de inigualables bellezas naturales, turismo alternativo, ecoturismo y arqueología. Además cuenta con Terminal de cruceros y Terminal de carga. Es uno de los mayores puertos de recepción de cruceros en México y una de las competencias en Latinoamérica con EE. UU. este puerto.
Anualmente recibe muchos turistas de diferentes nacionalidades además de que tiene un centro de operadores de Herdez y pesca local para el consumo y comercio este lugar es una de las principales fuentes de economía de Tapachula.

### Carreteras
Según datos de la Secretaría de Comunicaciones y Transportes de México (SCT), en el año 2000 el municipio contaba con una red carretera de 578.84 km, integrados principalmente por la red rural de la SCT (95,25 km), la red de la Comisión Estatal de Caminos de Chiapas (254,10 km) y caminos rurales por otras instituciones públicas mexicanas (229,49 km). La red carretera del municipio representa el 17,80% del total de la red carretera de la región económica chiapaneca VIII Soconusco.

### Medios Masivos de comunicación
El municipio dispone de 41 oficinas postales, 2 de telégrafos y de red telefónica.

#### Radio
Radioemisoras de banda FM: Radionucleo 90.7 XHHTS (Extremo FM - antes Estéreo Grande), 91.5 XHTAC (W Radio),  93.1 XHKQ (Radio Soconusco, "El Eco del Tacaná"),   94.7 XHETS (Ke Buena), 
95.1 XHMAI Repetidora (La Mandona),  95.5 XHPTCS (Radio Mexicana), 96.3 XHEOE (Romántica), 97.9 XHMX (Máxima FM), 98.7 XHTAP (La Poderosa), 99.5 XHEZZZ (40 Principales), 
102.7 XHTCH (Océano FM Sistema Chiapaneco de Radio, Televisión y Cinematografía), 103.5 XHTAK (Estéreo Joven), 106.7 XHTPC (Bella Música)
Frecuencias autorizadas por el IFT, pero que aún no están en el aire.
92.3 XHPSCH (Origen FM), 93.9 XHPCHU (aún SIN NOMBRE), 101.1 XHSPRT (Radio México Internacional - Instituto Mexicano de la Radio)
89.1 XHCAH (La Popular), 100.3 XHVDR (Visión del Rey) estas se ubican en el vecino municipio de Cacahoatán.
Radio Bicentenario (transmite en circuito cerrado y por internet desde el Parque Bicentenario).

#### Televisión
XHGK Canal 4 y 41 (Televisa Tapachula), XHTAP-TV, Canal 13, Tv Azteca, Tapachula, XHTAA-TV Canal 7 Televisa, XHTAH-TV Canal 5, XHJU-TV Canal 11.

#### Publicaciones
En Tapachula circulan los periódicos El Orbe, Diario del Sur, Zona Libre, El Portal, "Gráfico Sur", "El Portavoz"y "Noticias de Chiapas".

## Deporte

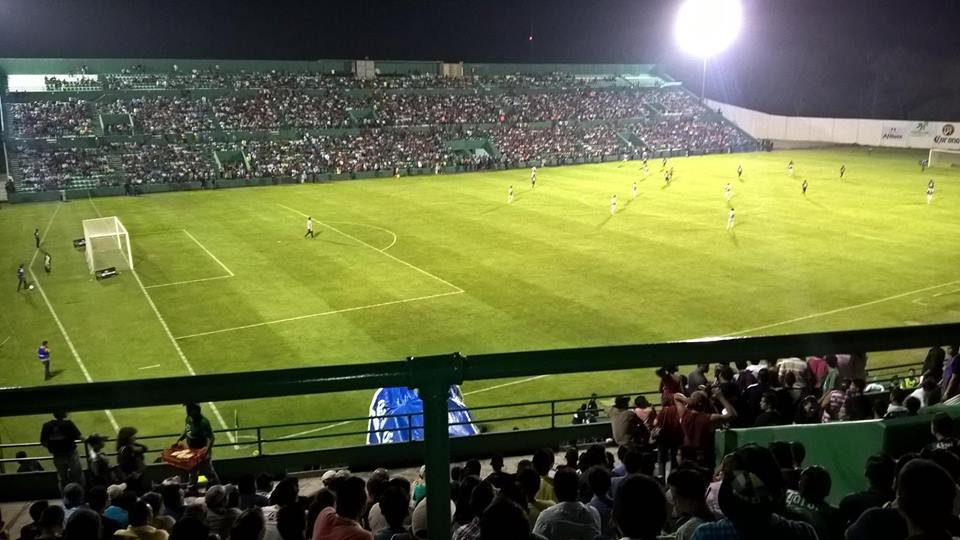
Estadio Olímpico de Tapachula

Tapachula cuenta con diversos planteles de deporte, de los cuales según una encuesta realizada recientemente (2010) en jóvenes en edad de 13-16 años revela que el 67.8% de los adolescentes tapachultecos practican fútbol, 22.2% basquetbol, 5.6% voleibol, 3.2% béisbol, 1.2% skateboarding. [cita requerida]
Hay planteles de fútbol profesional ejemplo de ello son los Cafetaleros de Tapachula en la liga de ascenso de fútbol de México y que tienen su sede en el Estadio olímpico de Tapachula, y diversos equipos clasificados en fuerzas y que juegan en roles semanales a nivel estatal como los Halcones de Tapachula o los Linces de Tapachula.
El 28 de diciembre del 2011 se dio inicio a la 1.ª copa Mesoamericana de fútbol que se celebró en el Estadio Olímpico de Tapachula, participando los equipos Jaguares de Chiapas (México), Comunicaciones de Guatemala (Guatemala), Xelajú Mario Camposeco (Guatemala) e Isidro Metapan (El Salvador).
Cuenta también con un Auditorio Municipal, el cual después de 46 años obtuvo su reinauguración el 28 de septiembre del 2018, con un gran cuadrangular internacional de basquetbol. El inmueble es sede de grandes encuentros y semanalmente realizan partidos entre niños, jóvenes y adultos de ambas ramas.

## Cultura
La mezcla de la población es culturalmente diversa, resultado de la mezcla de mexicanos indígenas y mestizos, españoles, alemanes, libaneses, chinos, japoneses, franceses, entre otros. La Feria Internacional de Tapachula se celebra durante el mes de marzo con la exposición agrícola ganadera y comercial.
Periódicos importantes son los Tapachultecos El Orbe y El Diario del Sur. De radio se pueden recibir emisiones de México y Guatemala.
Importantes políticos, científicos y artistas han nacido en Tapachula, al igual que Fray Matías de Córdova y Amparo Montes. Durante la historia de la ciudad varias culturas extranjeras tuvieron influencia en la rica historia de la ciudad.
En el año 2010, el índice de analfabetismo municipal era de 12.36%. De la población municipal mayor de 15 años, 46.72% no completó la primaria, 14.66% completó los estudios de primaria y 49.08% cursó algún grado de instrucción posterior a este nivel.
En 2012 se estrenó la película Chiapas the Heart of Coffee, del director Alejandro González Padilla, protagonizada por Jaime Camil, en la que se narra la historia de Don Gerónimo Manchinelly, un veneciano que introdujo el café al Soconusco chiapaneco y donde se deja ver claramente un poco de la riqueza cultural que la migración extranjera heredó a Tapachula.

### Tradiciones
La principal tradición es el paseo por el centro de la ciudad. Hay marimba clásica en el parque Miguel Hidalgo.
También está el Parque Bicentenario que está a espaldas de la iglesia "La Cripta".

### Festividades
Fiesta de San Benito, Expo Internacional Costa Chiapas, fiesta de San Agustín, fiesta de Jesús de la Buena Esperanza, fiesta de San Miguel, fiesta de San Sebastián, fiesta de San Caralampio y fiesta de la Virgen de Guadalupe.
En la población de Carrillo Puerto celebra una fiesta del 7 al 15 de enero.
Dentro de la Feria Tapachula Mesoamericana se prepara un excelente programa de teatro del pueblo y palenque, en los que se presentan artistas de talla internacional. Esta feria es la más esperada en el sur del país y se lleva a cabo en el mes de marzo. A ella asisten expositores importantes del ámbito agrícola, ganadero e industrial. De igual modo llegan miles de asistentes para disfrutar de todas las atracciones y los conciertos de su palenque y masivo.
La Feria Tapachula Mesoamericana te permite que disfrutes:
- juegos mecánicos

- coronación de reina

- expo artesanal

- expo comercial

- expo agrícola ganadera

- atracciones de feria

- zona de gastronomía

- palenque

- teatro del pueblo.

San Agustín, Semana Santa en Tapachula
La fiesta religiosa de Semana Santa de Tapachula (México), se inaugura entre santos, reyes y fiestas representativas de los mismos. En Tapachula, esta tradición la llevan celebrando desde hace siglos. Sus ciudadanos esperan todos los años la esperada fiesta con impacientes ganas. 
El santo patrón de esta ciudad se denomina San Agustín y se celebra cada 28 de agosto, por ello se denomina “Fiesta de San Agustín” y se considera el santo más importante de todos los que se representan en estas fiestas. Aunque también existen numerosos creyentes de "El Señor de Esquipulas", cuyo festejo se realiza en grande el 15 de enero. 
Entre otros santos encontramos: San Juan, San Sebastián, San Jerónimo, San Antonio y Santa María. 
Abunda el son de las marimbas, las puedes encontrar por las calles; Cada día de fiesta suelen durar hasta altas horas de la noche.
En uno de los días de la semana santa es típico salir a bailar con una especie de muñeco al que denominan “judas”,  vestido con un pantalón y una camisa adornado con viejas telas, sombrero, serrín, periódico, petardos, etc. Tiene una corona fabricada con trapo. En la cara le dibujan los rasgos faciales. Una vez fabricado, se expone el día de la fiesta, se cuelga de alguna puerta y lo echan a arder.
En la ciudad se termina esta fiesta típica al comenzar la cuaresma. Es el período del tiempo litúrgico (calendario cristiano) destinado por la Iglesia católica, la Iglesia católica ortodoxa y la Iglesia anglicana, además de ciertas Iglesias evangélicas, aunque con inicios y duraciones distintas, para la preparación de la fiesta de Pascua. El miércoles se celebra el llamado “miércoles de ceniza” y con el rezo del primer viernes en honor a su Dios, denominado: "Señor de las Tres Caídas". Durante este período de tiempo a la escultura del Señor se le realizan cambio de vestuario, cambiándose la túnica. En este día es típico comer tamal chiapaneco, un dulce tradicional de la zona compuesto de diversidad de fruta, carne y verduras: mole, pasas, ciruelas, carne de pollo, huevo, sal, pimiento morrón, envuelto en hoja de plátano. Las bebidas que se caracterizan en estas fiestas son: chocolate, café colado o "de calcetín" y horchata.
Este mismo día, por la tarde en esta ciudad comienzan a realizarse bailes típicos de zona al grito de “¡pan Judas!” acompañados de silbatos y diversos timbres de sonido. Los ciudadanos que celebran esta tradición, se disfrazan con máscaras, otros de mujeres despampanantes, de demonio. Se bailan marimba, a la misma vez que bailan de forma burlesca alrededor del muñeco disfrazado que representa Judas y a su alrededor comienzan a tirar estruendos cohetes.
Sobre las diez de la mañana del día sábado antes de quemar los muñecos que representan Judas, leen una versión creada de los testamentos que realizan sus ciudadanos de forma burlona y festiva. Cuenta la tradición que en ese mismo momento los niños dan un estirón en su crecimiento.
El Jueves Corpus en Tapachula
El jueves Corpus o Corpus Christi (en latín, "Cuerpo de Cristo") o Solemnidad del Cuerpo y La sangres de Cristo, antes llamada Corpus Domini ("Cuerpo del Señor") es una fiesta de la Iglesia Católica destinada a celebrar la Eucaristía.
En Tapachula esta fiesta conmueve a toda la ciudad. Es una de las celebraciones más grandes e importantes. Participan diversas cofradías: San Juan, San Jerónimo, Santa María y San Sebastián, los cuales son patrones de los cuatro barrios más representativos de la ciudad. Los ciudadanos que acuden a esta famosa fiesta, asisten a la misa de la Iglesia correspondiente llevando consigo flores, velas, etc. Al son de cánticos y oraciones dedicadas a su Dios.

### Gastronomía
En Tapachula hay diversidad de platillos autóctonos por mencionar algunos como son: Frijol escumite con chilpiín, frijoles negros con carne salada de res, tanate y chumul, caldo de shuti, chanfaina estilo Soconusco, estofado de pollo, tamales de iguana, armadillo guisado, tamales de chipilín, de elote, de bola, de carne con verdura, de jacuané, nacapitu, cuchunuc, putzatzé, yumimujú, picte de elote, toro pinto y caldo de sihuamonte, mole de guajolote o el palmito de coroso, chaya, chipilín y hierba mora, caldo de chipilín, carne asada y longaniza, frijoles, el casquito, pescado y mariscos.
También se preparan exquisitas bebidas como el agua de Chicha y el pozol reventado, negro y blanco, cacao, pinol y taberna, agua de naranja, tamarindo, papaya, tascalate, atol agrio, pinole, chocolate.
Dulces de plátano, chilacayote, cacahuate, chocolate, yuca, de ajonjolí, de calabaza, de papaya, coco molido, de cacahuate, turrón, tostadas de coco, y nuégado, pan de dulce y pasteles, y frutas de la región en ates, almíbar, cupapé, putzinu, caballito, melcocha, obleas, empanadas de queso y de leche. Ombre Palenque; (que dicen quiere decir "lugar de guerra", "campo de batalla", o "tierra de lucha").
Denominación de origen Café de Chiapas
El "café chiapas" contempla las calidades de prima lavado y altura, las cuales cubren el grueso de las exportaciones, pero también podemos encontrar en menor cantidad las de extraprima lavado y estrictamente altura.
Dentro de las principales variedades se encuentran las de porte alto como Typica, Maragogype, Bourbon y Mundo Novo, que pueden llegar a tener una población promedio por hectárea de 1,500 a 2,000 plantas; y las variedades de porte bajo como Caturra, Garnica, Catuai, Catimor y Pacamara, que pueden llegar a tener una población promedio por hectárea de 2,500 a 3,300 plantas.
Una vez iniciada la cosecha, las acciones a seguir se dan a través de las siguientes etapas:
1.Recolección del grano.- Consiste en el corte de las cerezas que se encuentren en estado óptimo de maduración.
2. Recepción del café.- Consiste en la entrega de las cerezas maduras al beneficio húmedo en las últimas horas de la tarde, sin pasar de las 12 horas, para lo cual se debe contar con un lugar apropiado para recibir el volumen total de la cosecha diaria, de manera que se puedan conservar.
3. Despulpe del café.- En esta etapa se remueve la cáscara del fruto y también el mesocarpio o pulpa de los granos del café, usando para ello máquinas despulpadoras manuales y mecánicas.
4.Fermentación del grano.- La cual se refiere a la remoción del mucílago, consistente en desprender la porción del mesocarpio, denominada mucílago del endocarpio del grano, utilizando procedimientos fermentativos naturales, en tanques o piletas por 18 o 30 horas, o bien procedimientos mecánicos de fricción, realizados a través de máquinas desmucilaginadoras, o una combinación de ambos procedimientos.
5. Lavado del café.- Es el procedimiento en el cual se lava y escurre el café pergamino (despulpado) quitando la miel que contiene en su etapa de cereza, ya sea en las mismas piletas de fermentación a mano, o bien usando bombas centrífugas para sólidos, se debe proceder inmediatamente al secado del café a fin de evitar que se inicien procesos de fermentación.
6. Secado.- Mismo que se realiza lentamente y a bajas temperaturas a través de la acción de los rayos solares en patios de cemento o planillas o bien con aire caliente y limpio en secadoras, generalmente del tipo Guadiola con una temperatura máxima de 70 °C y de 30 a 36 horas, pudiendo reducirse de 18 y 24 horas si el café se orea previamente.
7. Beneficiado seco del café.- El cual consiste en despojar al café pergamino de las capas que lo envuelven, retirando la cáscara que cubre el grano y clasificándolo de acuerdo a diversas especificaciones para el Café Verde Chiapas, considerando tamaño, color y forma.
8. Tostado, molido y envasado.- Estas etapas deben cumplir con ciertas especificaciones, así como contener la especificación, dependiendo de la calidad de que se trate, ya sea estrictamente altura, altura extraprima y prima lavado.
Las características, componentes, formas de extracción, procesos de producción o elaboración del producto, y sus modos de empaque, embalaje o envasamiento, serán siempre las que se fijen en la Norma Oficial Mexicana, que en su momento sea emitida por la autoridad competente, en los términos establecidos en la ley de la materia.

## Salud
En el año 2010, la Tasa de Mortalidad General municipal fue de 4.99 defunciones por cada 1000 habitantes; y la Tasa de Mortalidad Infantil municipal fue de 16.10458 defunciones por cada 1000 habitantes. Los centros de salud más importantes son el Hospital General de Zona 1 "Nueva Frontera" del Instituto Mexicano del Seguro Social (IMSS), el Hospital General Tapachula y sus diferentes dependencias como son los centros de salud urbano ubicados en varias colonias de la ciudad, así también, la Cruz Roja Mexicana institución que continuamente prestan el servicio de ambulancias a todos los centros de salud y población en general.
También se cuenta con el hospital de tercer nivel denominado "Ciudad Salud", con 43 especialidades médicas. En esta institución se realizaron los primeros trasplantes renales y cirugía de corazón abierto con gran éxito en el Hospital de Alta Especialidad. Este centro de salud cuenta con servicios que apoyan a realizar procedimientos diagnósticos y de tratamiento a pacientes con padecimientos cardiacos no quirúrgicos como marcapasos definitivos y plastias de arterias coronarias, cirugías oncológicas para pacientes con diagnósticos de cáncer invasivos y dolorosos. A partir del 2009, cuenta con tres unidades de especialidades médicas, UNEMES; que atiende a pacientes con enfermedades crónico degenerativas, adicciones, VIH/SIDA e ITS; las cuales atienden a la población que cuenta con seguro popular. En ese mismo año se abrió el centro de salud de Nuevo Milenio que atiende a las poblaciones de las colonias al sur poniente.

### Infraestructura de salud
El la ciudad de Tapachula de Córdova y Ordóñez se albergan los siguientes hospitales y clínicas:
Públicos:
- Hospital General de Zona N°1 "Nueva Frontera" (IMSS)
- Antiguo Hospital General de Zona N°1 (IMSS)
- Unidad de Medicina Familiar N°1 (IMSS)
- Hospital "Dr Roberto Nettel Flores" (ISSSTE)
- Hospital General de Tapachula (SSA)
- Hospital Regional de Alta Especialidad "Ciudad Salud" (SSA)

Centros De Salud: Santa Clara,Palmeras, 5 de Febrero, Indeco, Villa De Las Flores.(SSA) 
Privados:
- Hospital "Cofat"
- Hospital Metripolitano del Sur
- Hospital "Santa Fé"
- Hospital "San Ángel"
- Hospital "San Agustín"
- Clínica Hospital "Del Socorro"
- Clínica "CEDIS"
- Sanatorio Soconusco
- Sanatorio De Jesús
- Sanatorio Lourdes

## Educación
La ciudad de Tapachula es el epicentro educativo de la Región del soconusco, contando con una amplia infraestructura educativa que abarca todos los niveles educativos.

### Nivel superior
Dentro de las Universidades más reconocidas de la Ciudad de Tapachula, destacan las siguientes:
| Universidad                                                                    | Oferta educativa | Sitio web         |
| ------------------------------------------------------------------------------ | --- | ----------------- |
| Universidad Autónoma de Chiapas (UNACH).                                       | Diplomados, Licenciaturas, Maestrías y Doctorados; a través de diversas Facultades, Escuelas, Institutos y Centros de Estudios ubicados en el Campus IV. | UNACH             |
| Universidad de Ciencias y Artes de Chiapas (UNICACH).                          | Licenciaturas. | UNICACH Tapachula |
| El Colegio de la Frontera Sur (ECOSUR).                                        | Maestrías, Doctorados e Investigaciones. | ECOSUR Tapachula  |
| Instituto Tecnológico de Tapachula (ITT).                                      | Licenciaturas y Especialidades relacionadas a Ingenierías.                                                                                               | ITT               |
| Universidad Politécnica de Tapachula (UPTAP).                                  | TSU, Licenciaturas y Maestrías relacionadas a Ingenierías.                                                                                               | UPTAP             |
| Universidad Pedagógica Nacional (UPN) No. 72                                   | Licenciaturas relacionadas a la Pedagogía. | UPNCH             |
| Escuela Normal de Licenciatura en Educación Física de Tapachula (ENLEF).       | Licenciatura Normal en Educación Física | ENLEF Tapachula   |
| Escuela Normal de Licenciatura en Educación Primaria "Fray Matías de Córdova". | Licenciatura Normal en Educación Primaria. | ENLEP             |
| Escuela Normal de Licenciatura en Educación Preescolar "Rosario Castellanos".  | Licenciatura Normal en Educación Preescolar. | ENLEPE            |

| Universidad                                                                | Oferta educativa                                                                         | Sitio web       |
| -------------------------------------------------------------------------- | ---------------------------------------------------------------------------------------- | --------------- |
| Instituto de Estudios Superiores de Chiapas (IESCH / Universidad Salazar). | Primaria, Secundaria, Bachillerato, Licenciaturas, Maestrías y Doctorados.               | IESCH Tapachula |
| ALIAT Universidad Valle del Grijalva (UVG).                                | Bachillerato, Licenciaturas, Especialidades, Maestrías y Doctorados.                     | UVG Tapachula   |
| Universidad del Soconusco.                                                 | Licenciaturas, Maestrías y Doctorados.                                                   | US              |
| Universidad Maya (UM).                                                     | Licenciaturas, Maestrías y Doctorados.                                                   | UM Tapachula    |
| Universidad del Tacaná (UTAC).                                             | Licenciaturas, Maestrías y Doctorados.                                                   | UTAC            |
| Universidad Interamericana para el Desarrollo (UNID).                      | Licenciaturas y Maestrías.                                                               | UNID Tapachula  |
| ALIAT Centro de Estudios superiores de Tapachula (CEST).                   | Licenciaturas, Especialidades y Maestrías.                                               | CEST            |
| Centro Universitario Interamericano del Pacífico (CEUNI).                  | T.S.U., Licenciaturas, Especialidades y Maestrías.                                       | CEUNI Tapachula |
| Escuela Superior de Tapachula (EST).                                       | Licenciaturas y Maestrías.                                                               | EST             |
| Universidad SEUAT                                                          | Secundaria, Bachillerato, T.S.U., Licenciaturas, Especialidades, Maestrías y Doctorados. | SEUAT Tapachula |
| Universidad Internacional del Conocimiento e Investigación (UNICI).        | Diplomados, Licenciaturas, Maestrías y Doctorados.                                       | UNICI Tapachula |
| Centro Universitario en Formación Artística (CUFA).                        | Licenciaturas y Maestría relacionadas con las Artes.                                     | CUFA            |
| Instituto Universitario de México (IUDM).                                  | Licenciaturas y Maestrías.                                                               | IUDM Tapachula  |

### Nivel medio

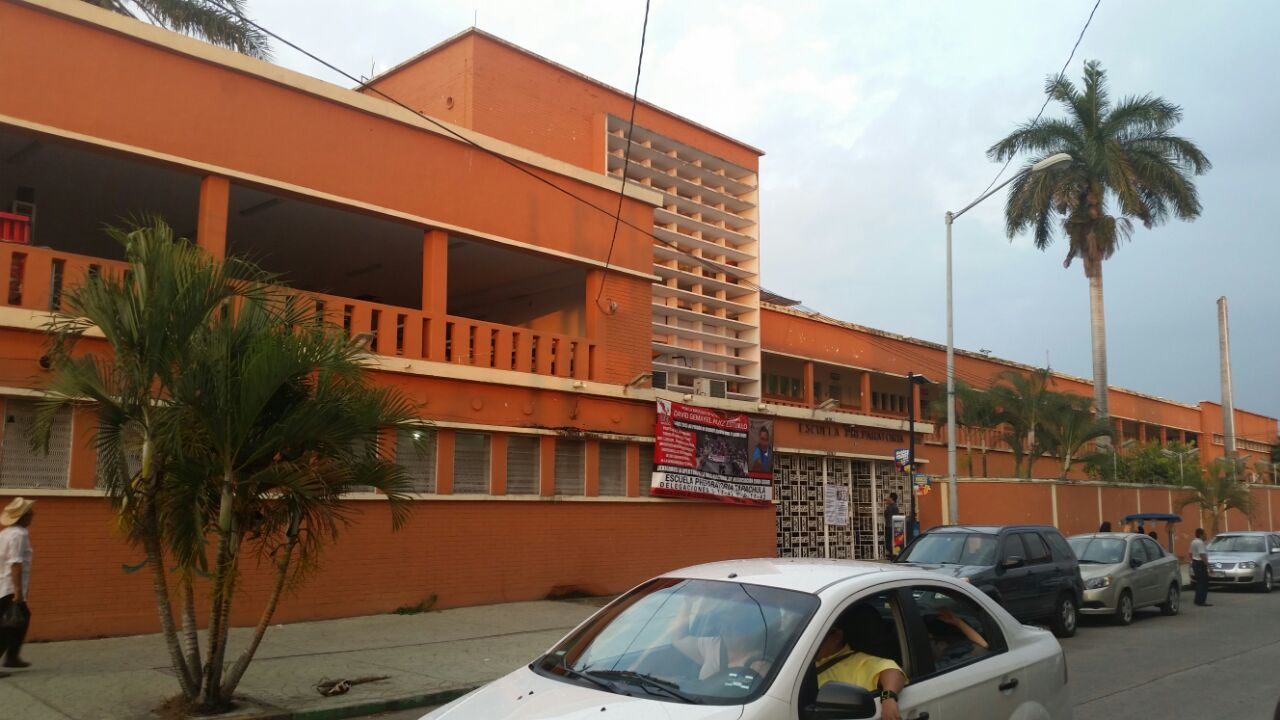
Escuela Preparatoria Tapachula Número 1

- Escuela Preparatoria Número 1 TapachulaEscuela Preparatoria Tapachula Número 1
- Escuela Preparatoria Número 2 Eduardo J. Albores González
- Escuela Preparatoria Número 3 del estado.
- Escuela Preparatoria Número 4 del estado.
- Escuela Preparatoria Número 5 del estado. Justo Sierra
- Centro de Estudios Tecnológicos Industrial y de Servicios N°137 (CETis)

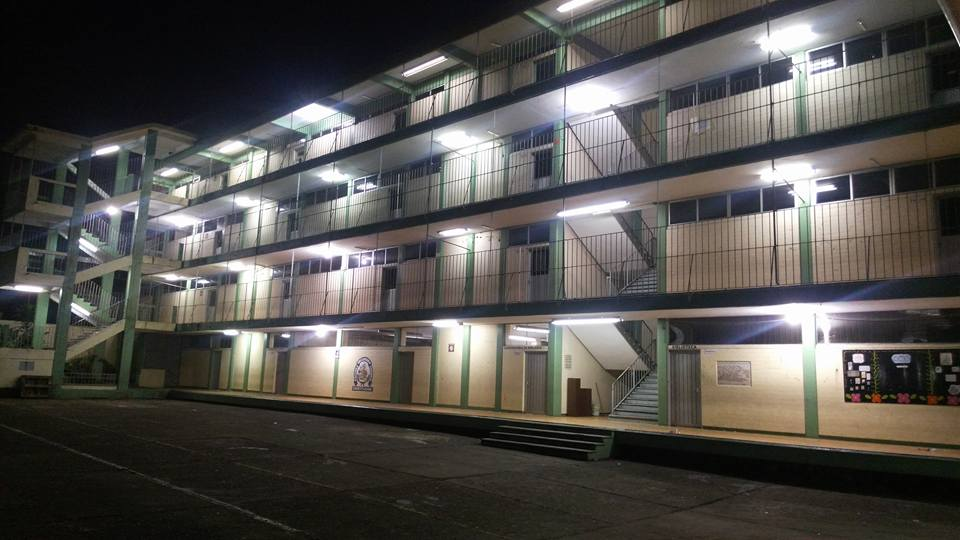
Secundaria Federal núm. 1 "Constitución"

- Centro de Bachillerato Tecnológico Industrial y de Servicios No°88 (CBTis)
- Colegio de Bachilleres de Chiapas plantel 08 (Cobach)
- Conalep

### Nivel Básico

#### Educación Secundaria

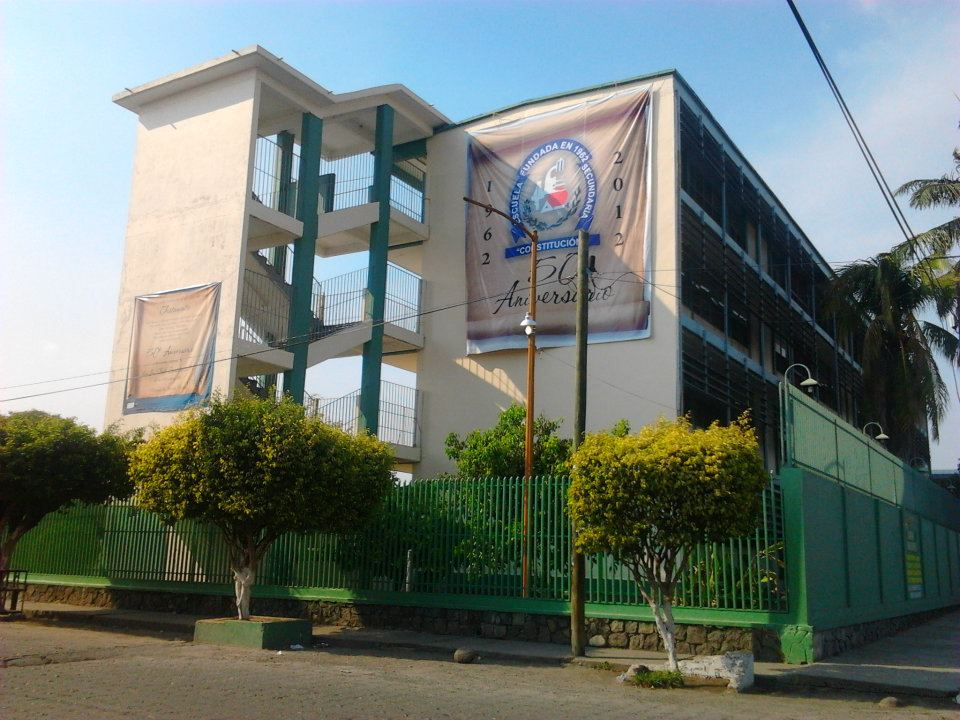
Federal 1

- Escuela Secundaria Federal Número 1 "Constitución"
- Escuela Secundaria Federal Número 2 "Fray Matías de Córdova"
- Escuela Secundaria Federal Número 3 "Jaime Torres Bodet"
- Escuela Secundaria Federal Número 4 "Cuauhtémoc"

- Escuela Secundaria Federal Número 5 "Narciso Bassols"
- Cebech No.2 Teodomiro Palacios
- Cebech No.3 Ramos Millán
- Esc. Secundaria Técnica N.º3
- Esc. Secundaria del Soconusco (Ces)
- Esc. Secundaria Técnica N°129
- Esc. Secundaria Técnica N°69
- Esc. Secundaria Técnica N°24.
- Esc. Telesecundaria Quetzalcoatl 7

## Edificios y monumentos
- Escuela Secundaria Federal Número 1 "Constitución" (edificio escolar)
- Catedral de San José.
- Iglesia de San Agustín.
- Antiguo Palacio Municipal.
- Teatro de la ciudad.
- Plaza de Toros "La Bien Pagá". Capacidad aproximada 10,000 espectadores.
- Zona Arqueológica Ruinas de Izapa.
- Templo La Luz del Mundo.
- Palacio Municipal (Ayuntamiento).
- Feria Mesoamericana (Palenque de Gallos) aproximadamente 5, 000 espectadores.
- Hospital Civil "Carmen de Acebo"
- Estación de Ferrocarril
- Planetario Colegio de Bachilleres
- El edificio que ocupa la Muy Respetable Gran Logia Regular y Confederada del Estado de Chiapas.

## Parques y jardines
- Parque Central Miguel Hidalgo – Plaza de Armas
- Parque "Benito Juarez"
- Parque "De las Etnias"
- Parque Agroturistico Catay Maya
- Parque Ecoturístico Tacaná Extremo
- Parque Ecoturístico La changa
- Parque "Bicentenario"
- El malecón (1.ª y 2.ª etapa a orillas del río Coatán)
- Centro de recreación deportiva "Los cerritos"
- Parque Ecológico
- Parque "Del Café"
- CEDECO "Estación Ferroviaria"

El Malecón del río Coatán está compuesto por áreas verdes, kiosco, andadores, estacionamiento vehicular, banquetas, áreas de recreación infantil, zona de descanso, área de espacios conmemorativos, servicios públicos, pista pedestre y miradores con una longitud total 1341 metros lineales.

## Turismo

### Hoteles
- Hotel Loma Real
- Hotel One
- Hotel Holiday Inn Express
- Hotel City Express
- Hotel Plaza Inn
- Hotel San Francisco
- Hotel Comfort Inn Kamico
- Hotel Tapachula
- Hotel Cabildo's
- Hotel Don Miguel
- Hotel Los portales
- Hotel Fénix
- Hotel Casa Mexicana
- Hotel Lacantum
- Hotel Cervantino
- hotel casa rosada
- Hotel Habitat Inn
- Hotel Los Pinos
- Hotel One
- Hotel Hilton Garden Inn
- Hotel Costa Azul Condesa

### Puntos de interés

#### Parque Central Miguel Hidalgo
Es la plaza principal y corazón de la ciudad, en cuya explanada se encuentra un kiosco de estilo colonial, un asta bandera y un foro techado donde se realizan eventos culturales. Le rodean el Palacio del Ayuntamiento de Tapachula, sede del Gobierno Municipal; el Templo de San Agustín, patrono de Tapachula; el antiguo Palacio del Ayuntamiento, un bello edificio de estilo Art Déco que alberga al Museo de Tapachula (MUTAP); así como el Museo Arqueológico del Soconusco y la Plaza Benito Juárez.

#### Museo de Tapachula (MUTAP)

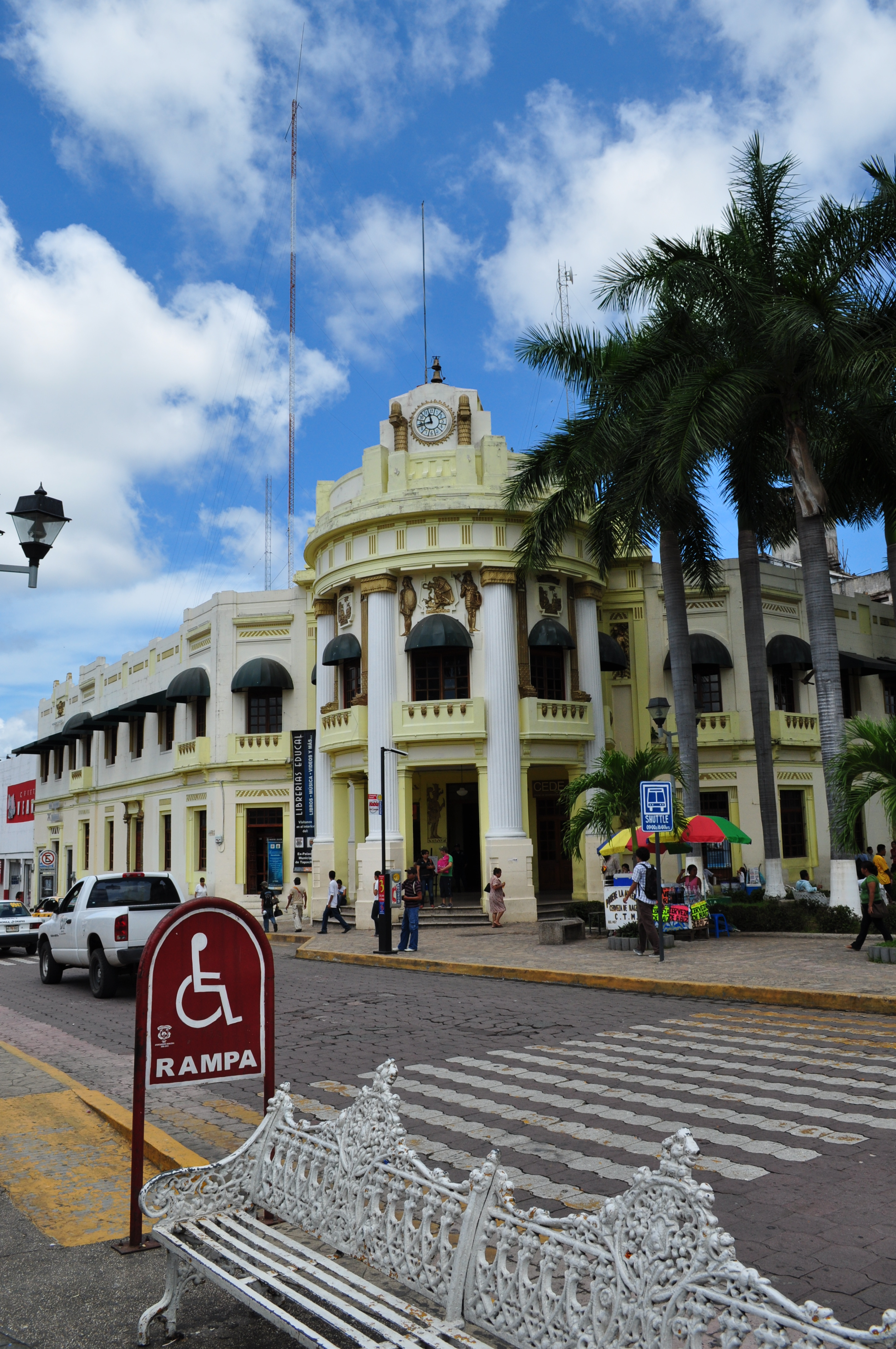
Antiguo Palacio del Ayuntamiento de Tapachula, hoy sede del Museo de Tapachula (MUTAP).

El Museo de Tapachula se alberga en el inmueble que funcionó durante muchos años como Palacio del Ayuntamiento Municipal, de un bello estilo Art Déco que resalta en el centro de la ciudad. Su fachada también combina elementos prehispánicos.
Tras dejar de funcionar como sede del Gobierno Municipal, el espacio quedó un periodo en abandono, hasta que fue restaurado y rehabilitado para convertirse en museo y dotar a los tapachultecos y visitantes de un espacio para la divulgación de la historia de las migraciones en la frontera sur, así como la historia de la ciudad, presentaciones de libros, talleres, cursos, conferencias y otras actividades culturales.
En su interior se exhiben, además de la migración e historia de la región, vestigios arqueológicos, fósiles, pinturas, artesanías, marimbas; además de la Sala China, que por muchos años caracterizó a la oficina del Presidente Municipal y ha sido un símbolo de la historia política del municipio.
Cuenta con cuatro salas de exposiciones permanentes:
- Sala de la Marimba.
- Sala de las Migraciones.
- Sala del Café.
- Sala Amparo Montes.

#### Museo Arqueológico del Soconusco
A un costado de la entrada al Museo de Tapachula (MUTAP), se ubica el acceso al Museo Arqueológico del Soconusco, el cual es espacio para alojamiento y preservación de vestigios arqueológicos prehispánicos encontrados a lo largo de la Región del Soconusco, especialmente de la Zona Arqueológica de Izapa.
Cuenta con cinco salas de exposiciones permanentes:

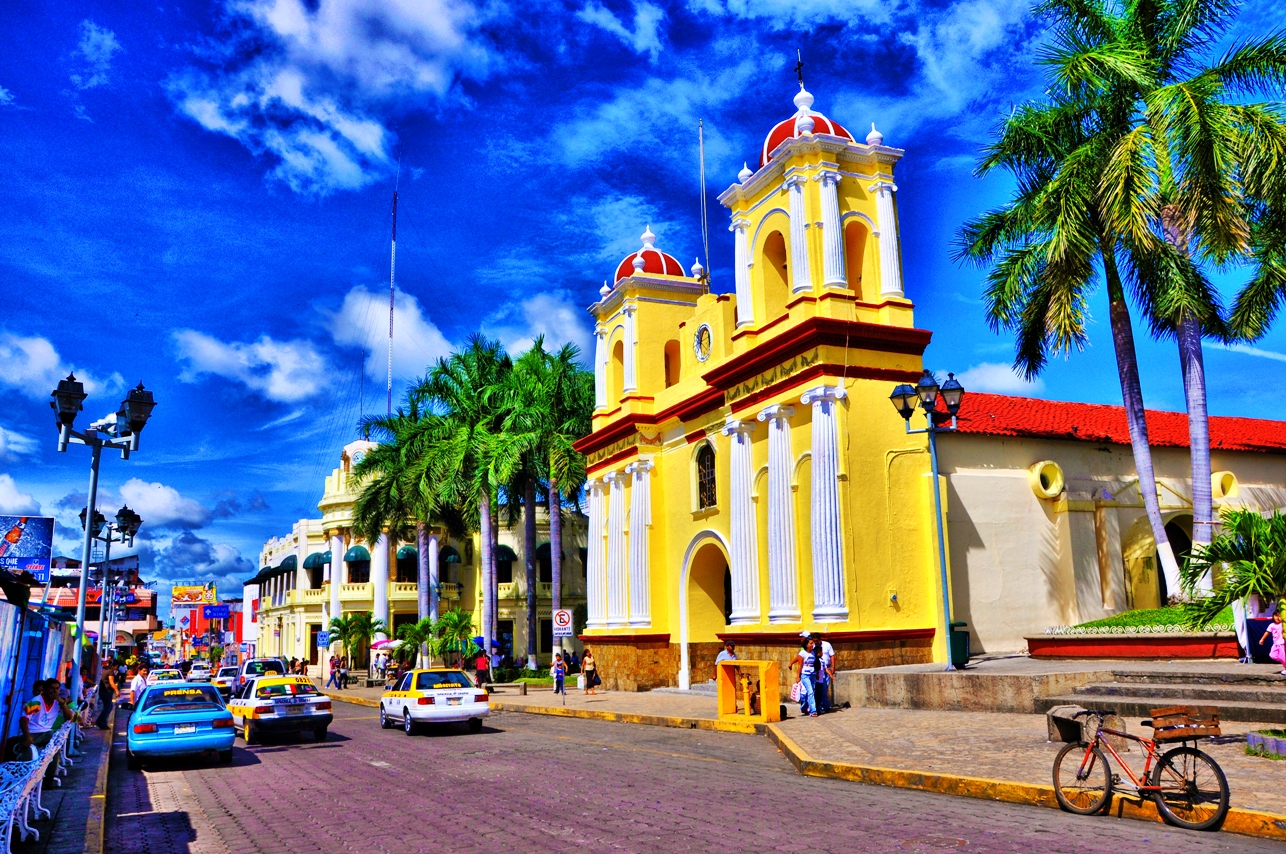
Parroquia de San Agustín

- Estelas.
- Primeros pobladores o Mokayas.
- Olmeca.
- Izapa.
- Mexica.

#### Parroquia de San Agustín
Es una Iglesia de fachada sencilla con elementos neoclásicos ubicada frente al Parque Central Miguel Hidalgo, dedicada al culto a San Agustín. Fue erigida en el año 1818 como Parroquia, sirviendo como Catedral y sede de la Diócesis de Tapachula desde 1958 hasta la construcción de la Catedral de San José en 2001.

#### Zona Arqueológica de Izapa

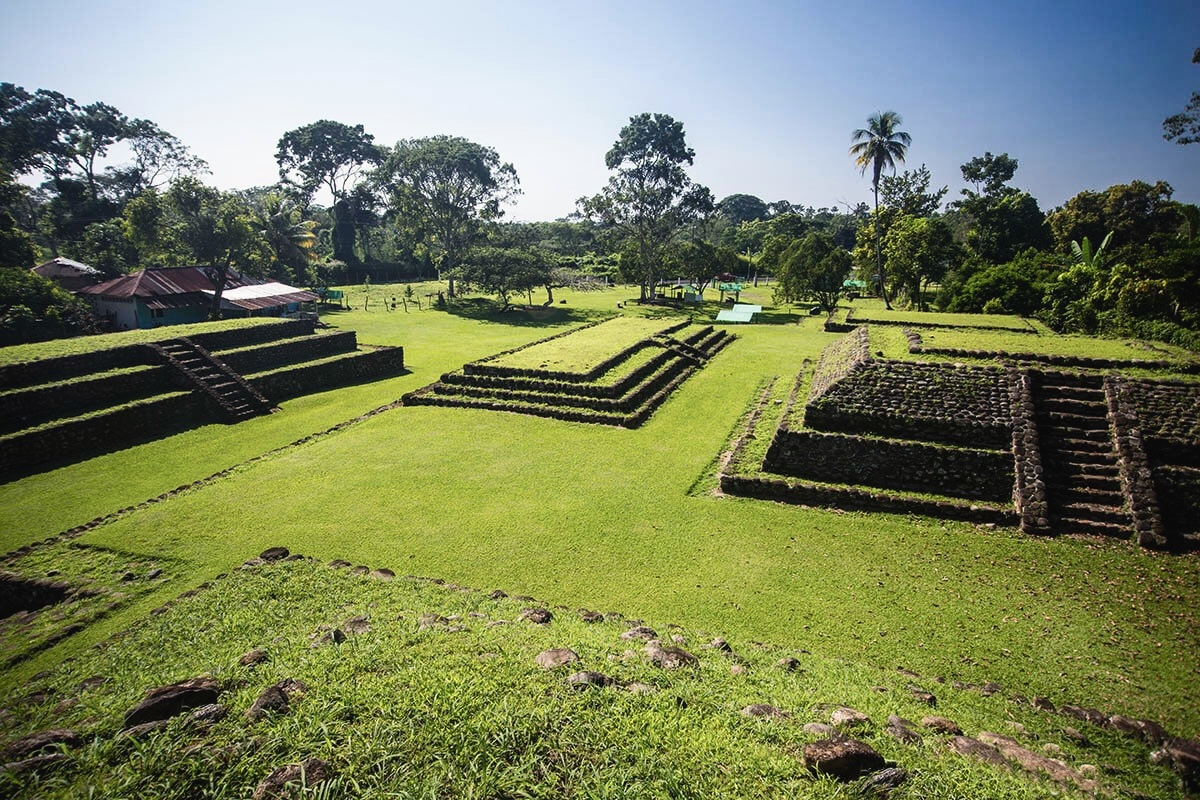
Zona Arqueológica de Izapa.

Es considerada uno de los centros ceremoniales más extensos de la región de Soconusco. En el sitio de Izapa se levantaron 161 estructuras en un área bastante extensa pero alrededor de un punto dominante, el montículo mayor. Entre sus edificios y plazas, se encuentra alrededor de 252 monumentos, casi un centenar de estelas de piedra labrada, altares y otras representaciones pétreas.

#### Centro Cultural A Puerta Abierta
"A Puerta Abierta" es un espacio cultural independiente que nace con la intención de la Dra. Anne Damon y el Mtro. José Antonio Flores de ofrecer un espacio para la realización de diversas actividades: talleres (jazz y blues, teatro, relajación, narrativa e idiomas), proyección de películas y documentales y presentación de música en vivo con grupos de jazz como Azul Picante. El Centro Cultural cuenta con cafetería, salones para reuniones y sala de proyecciones y actuaciones en vivo. "A Puerta Abierta" alberga también a la organización "Jóvenes por un Desarrollo Sustentable" y a la "Casa de la Cultura de Guatemala", sirviendo de enlace entre ésta y el municipio de Tapachula.

#### Centro Turístico Santo Domingo
Antes una finca, la Casa Grande de este centro es una construcción típica de los colonizadores que llegaron a Soconusco. Ésta en particular fue construida en 1920 por el alemán Enrique Braun y sus alrededores cuenta con un paisaje típico de lo que eran las fincas cafetaleras.

#### Ruta Del Café
Se puede clasificar como turismo alternativo en Chiapas. Actualmente solo 4 fincas de las 13 existentes ofrecen recorridos.

#### Otros lugares de interés
Dentro de los sitios de interés turístico y de esparcimiento, es posible visitar el Planetario de Bachilleres (que por cierto, antes prestaban a la ciudadanía uno de los telescopios más potentes para que pudieran apreciar el firmamento, pero ya no lo hacen), plazas comerciales "Galerías" y "Crystal", parques eco-turísticos, como "La Changa", "Catay Maya" y balnearios, como "Yolonam" ,"Castrejón" y el "tobogán". Saliendo de la ciudad puedes visitar las costas de "Playa Linda". Abierta del lado del mar y del estero, se caracteriza por un fuerte oleaje y largas extensiones de dorada arena. Se localiza en una zona residencial accesible por la carretera a Puerto Chiapas. Se realizan actividades como: pesca deportiva, paseos en lancha, campismo y recorridos en lancha por los manglares rumbo a las playas de Zacapulco.
Asimismo, una actividad muy recurrente es la de escalar el Volcán Tacaná con sus 4.092 m s.n.m. que comienza desde el ejido "Talquián" en el Municipio de Unión Juárez y cuya duración es de, usualmente, dos días, durante las temporadas vacacionales en diciembre o en Semana Santa, ahí se encuentra el ejido Mixcum.
El Centro Histórico de Tapachula conserva algunos edificios históricos de tipo neoclásico inmersos en la creciente modernidad, siendo emblemáticos el de la "Casa de la Cultura" y el de la parroquia de "San Agustín".
También puedes adentrarte a la zona alta en la ruta del café en donde se encuentran las fincas Argovia y Hamburgo, con su clima agradable, sus restaurantes, y sus recorridos para conocer el proceso del café.
En contraste, las plazas comerciales ubicadas al sur de la ciudad cuentan con servicios como: restaurantes, cafeterías, salas de cine, juegos para niños, salones de belleza, casinos, comedores y hoteles.

## Cultura

### Música
Tapachula ha adoptado la marimba originaria de Guatemala. Es un instrumento musical de madera que produce un sonido agradable al golpearle con baquetas especiales, estos instrumentos han sido adoptados en diversos países de Centroamérica esta ha sido muy representativa de Guatemala.

## Biodiésel
El Biodiésel de Piñón de leche fue desarrollado en Chiapas en 2010 y su primera planta tanto como en México y en el mundo fue instalada en Tapachula.
El piñón de leche es una planta originaria de América Latina, de la familia de las Euphorbiaceae. 
Se encuentra distribuida en toda la geografía nacional, pero especialmente se cosecha en el municipio de Huehuetán donde crece espontánemente y es utilizada como remedio para la cura de diferentes enfermedades; de las semillas de este arbusto se obtiene aceite, según dicen los científicos, superior al aceite de higuereta para ser usado como combustible, en sustitución del gasolina o diésel. Así mismo este combustible denominado biodiésel se tenía proyectado para el uso cotidiano en los transportes urbanos "Tapachulteco" de la ciudad.
La planta de biodiésel localizada en la carretera a Playa Linda se encuentra totalmente abandonada ya que fue una farsa total del entonces gobernador del estado Juan Sabines Guerrero y del expresidente de la república Felipe Calderón Hinojosa.